# Colégio Ball
A  Escola de Ball High é uma escola secundária pública em Galveston, Texas nos Estados Unidos. Ball, que abrange do 9º ao 12º, e faz parte do Distrito escolar independente de Galveston.
A Ball High School serve as cidades de Galveston e Jamaica Beach e as comunidades não registadas de Port Bolivar e Crystal Beach na Península de Bolivar .A mascote da escola é um Tornado . Actualmente, existem mais de 5000 estudantes que frequentam a escola.

## História

### Fundação
Em 1881, os cidadãos de Galveston, autorizados pelo ato legislativo de 1879, que especificava que todas as cidades de um determinado tamanho podiam iniciar e manter seu próprio sistema escolar, organizaram um distrito escolar público e elegeram um conselho de administração. Cerca de 20 professores foram contratados para dar aulas aos alunos do 1º ao 7º ano. Antes desta época, toda a educação em Gaveston era privada ou paroquial.
No verão de 1883, um empresário local de produtos secos, George Ball, comunicou a sua intenção de apoiar uma escola pública em Galveston, através de uma breve e simples observação à Câmara Municipal de Galveston. Ele disse: "Se as autoridades desta cidade fornecerem locais adequados e grandes o suficientes localizados no centro, contribuirei com $50.000 USD para a construção de um edifício que será permanentemente dedicado oo uso das escolas públicas gratuitas da Cidade de Galveston... E ficaria satisfeito se esta oferta fosse levada o mais cedo possível para a frente, com a esperança de que esta possa ser útil para a comunidade com a qual me identifico e cujo bem-estar futuro desejo".
A oferta Ball foi aceite e a pedra angular do que se tornaria a Ball High School em Galveston foi assente em 15 de Fevereiro de 1884. Ao contrário do costume, que coloca a pedra angular no canto nordeste do edifício, ela foi colocada no canto sudoeste da parte principal do edifício. É um bloco de pedra Dupree, sobre os lados abertos, esculpidas simplesmente as palavras "George Ball para os Filhos de Galveston". Os artigos colocados na pedra angular incluíam fotos do Sr. e da Sra. Ball, autógrafos das crianças que frequentam escolas públicas, o diretório da cidade, fotos dos professores e uma planta da Ball High School.
A nova escola pública de Galveston abriu as portas para 200 alunos no dia 1 de Outubro de 1884, com um edifício composto por 12 salas de aula, dois escritórios e um auditório, e com o lema "Melhor escola a  Sul de St. Louis e a Oeste do Mississippi" . "
No dia 4 de Março de 1886, a escola foi nomeada em memória do seu benfeitor.

### Primeiros anos

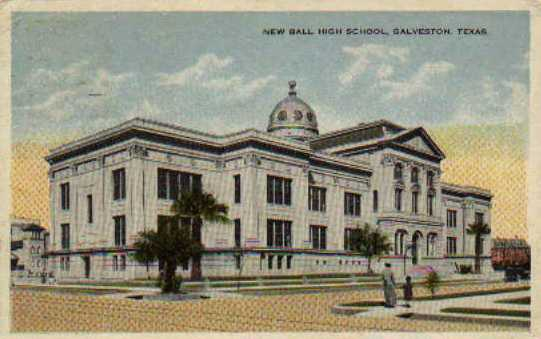

A turma de 1887 representou a primeira turma de formandos de Ball High School. A escola atendeu os alunos do 8º ao 12º. O currículo inicial dos alunos do Ball High School incluía inglês, história, álgebra, aritmética, geografia física, latim, governo civil, trigonometria, física, economia política, química, filosofia mental e fisiologia.
Em 1890, a senhora Ball gastou $47.000 USD para remodelar, ampliar e embelezar o edifício, que tinha o nome do seu marido. Nesta altura, a Rotunda e a Cúpula foram adicionadas à frente Norte do edifício.
Em Setembro de 1900, ocorreu o grande furacão e a Ball High School não foi poupada da fúria das suas ondas e rajadas de vento. A parede oeste escorregou; o telhado explodiu; gesso desintegrou; vidraçais caíram; e a cobertura de metal foi retirada da esfera e da cúpula, revelando o seu esqueleto de de aço. No rescaldo da tempestade, os cidadãos da cidade de Galveston contribuíram e juntaram os $45.000USD necessários para reparar o colégio e as outras escolas de Galveston e também, para pagar os salários aos professores. Devido à devastadora perda de vidas e propriedades durante a tempestade, a frequência escolar diminuiu cerca de 25%, criando um excesso de professores. Outras comunidades do Texas vieram em socorro de várias maneiras, talvez a mais importante foi a oferta de emprego para esses professores de Galveston, cujos serviços não eram mais necessários na comunidade da ilha.
Enquanto o Ball High School estava a passar por grandes reparos, os alunos reportaram ao campus conhecido como escola "K", hoje é o local da escola primária de San Jacinto.
No outono de 1901, todas as aulas foram realizadas novamente no edifício Ball High. A população escolar aumentou drasticamente em 1915, e duas alas foram adicionadas ao edifício para acomodar muitos estudantes. As seis novas salas de aula diminuíram a superlotação por uns tempos, mas em 1924 o excesso de lotação era novamente um problema para estudantes e professores.
As alas, adicionadas em 1915, foram agora aumentadas para fornecer espaço adicional as salas de aulas. Pelos próximos 30 anos, não houve acréscimos ou melhorias no edifício na 21st e Ball Avenue. O prédio principal da Ball High School, foi remodelado e ampliado, ainda hoje permanece e abriga os escritórios da American Indemnity Company .

### Nova localização

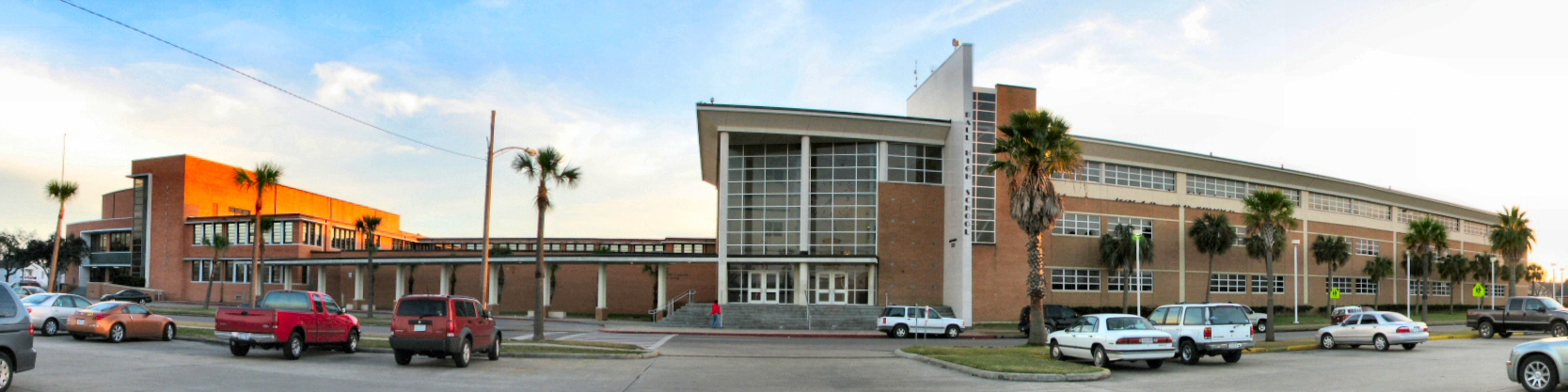
Ball High School hoje

Bill Cherry escreveu num artigo em 2004 do Galveston County Daily News que, na década de 1950, a Ball High School "não estava apenas terrivelmente cheia, mas o prédio também estava num, estado deplorável, vítima de anos e anos de manutenções adiadas".
Em 1954, o complexo Ball High School mudou-se para o seu novo local, construído em 1952, na 41st street & Avenue O. Esse edifício custou $3,2USD milhões e cobriu uma área de quatro quarteirões - 41st até 43rd Streets & Avenue O a Avenue P. O novo local recebeu adições e reformas em 1964, 1974, 1981, 1994, 1995, 1996, 2004 e 2005.
No final da década de 1960, a Ball high fundiu-se com a Central High School, a primeira escola negra no Texas, fundada em 1885. Essa reorganização criou a necessidade de  uma expansão do ensino médio nas instalações da antiga Sam Houston Junior High School, na 4116 Avenue N-1/2, a dois quarteirões da estrutura principal do ensino médio, na 4115 Avenue O, para criar uma campus de dois campus. Ball High School. O campus original costuma ser chamado de Ball High South, enquanto o antigo campus de Sam Houston era conhecido como Ball High North. A escola central tornou-se uma escola secundária. No final da década de 1970, o campus da Escola Central tornou-se uma escola de oito anos que atendia exclusivamente alunos da oitava classe em todos os distritos escolares. Anos mais tarde, a reforma adicional do campus Sul, combinada com a redução de matrículas, resultou na consolidação do ensino médio numa instalação. O campus  Norte voltou a ser uma escola primária, renomeada para o nome do falecido Charles B. Scott, conselheiro de longa data da Ball High School.
Em 1968, a Central High School, a escola para afro-americanos, consolidou-se na Ball High School. Com o fechar da Central High Ball High, tornou-se uma experiência social muito precoce para integração de autocarros escolares. Embora houvesse rumores na comunidade sobre a inaceitável integração, a integração funcionou na Ball High School. Muito do motivo do sucesso da integração foi o devido sucesso das equipas integradas de atletismo. Que conquistaram várias conferências e títulos estaduais no início dos anos setenta e, como resultado, a comunidade reuniu-se rapidamente atrás da Ball High School. As vitórias das equipas desportivas foi fundamental para garantir que os colegas continuassem focados nas vitórias e mantivessem a questão do preto e branco fora das suas mentes. Em meados da década de 1970, um centro de media de última geração foi adicionado no campus Ball High Sul e ar-condicionado foi instalado pela primeira vez. A escola de quarenta anos recebeu uma grande reforma e renovação de $1,5 USD milhões em 1980. Os reparos mais recentes, em 2004 e 2005, foram possíveis através de vínculos escolares que ficaram paralisados por sete anos.
Nos anos 2000, o aumento dos custos imobiliários em Galveston obrigou muitas famílias a mudarem-se para outras áreas, incluindo League City, Texas City e La Marque. Isso significou um êxodo de crianças do Galveston ISD para outros distritos escolares. Com os evacuados do  furacão Katrina e os estudantes fora do distrito Galveston ISD perdeu 12% dos seus alunos entre o ano letivo de 2002-2003 e o ano letivo de 2006-2007; Ball High School é afetada, pois, é a única escola pública em Galveston.

## Vestuário
A 3 de setembro de 1969, o superintendente do GISD aprovou um código de Vestuário proposto pela Ball High School, elaborado por um comité composto pelo diretor da escola, o diretor associado, os alunos e os membros de um grupo de doutorados escolhidos pelos alunos. Esse comitê permitiu deliberadamente que a quantidade da apresentação equilibrasse a liberdade de expressão e a capacidade de aplicar o código. Isso permitia que os alunos tivessem barba, enquanto muitos códigos de vestuário americanos do ensino médio da época não. Este código estava em vigor além do código geral de vestuário do GISD, que foi emitido pelo superintendente do GISD em março de 1967.
O filho do Senador do Texas A. R. "Babe" Schwartz, Richard A. Schwartz, estava matriculado em Ball; ele contestou os regulamentos de comprimento de cabelo do código de vestuário em tribunal depois deter sido ameaçado de expulsão pelos funcionários da escola se não mudasse o comprimento do cabelo. Em dezembro de 1969, o advogado David H. Berg, contratado por "Babe" Schwartz, entrou com uma Section 1983 para impedir a aplicação das regras de comprimento de cabelo.  O juiz federal James Latane Noel Jr. julgou o argumento como incoerente, e alegou que o arguido deveria ter utilizado recursos legais estaduais primeiro.

## Alunos Notáveis

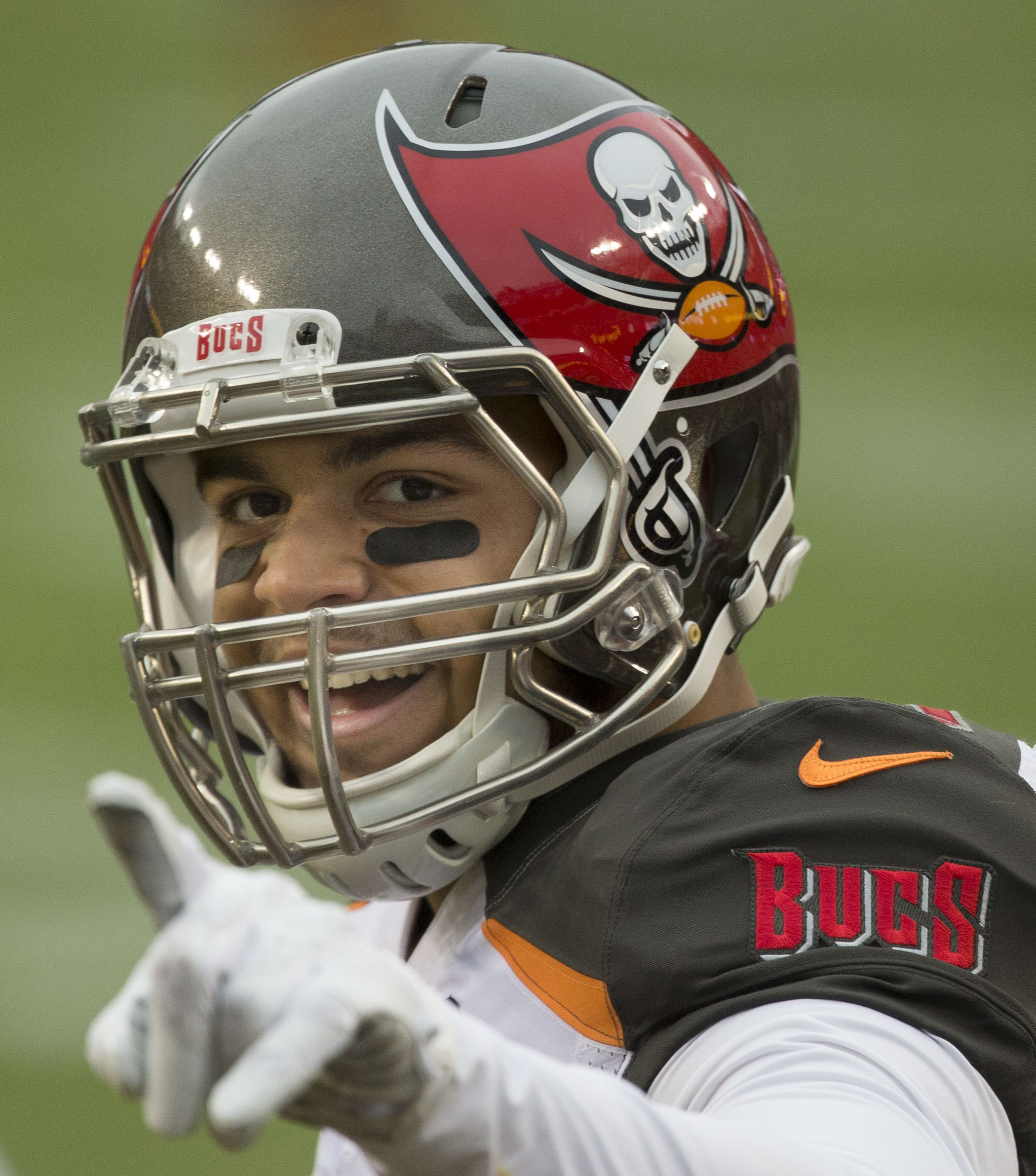
Mike Evans

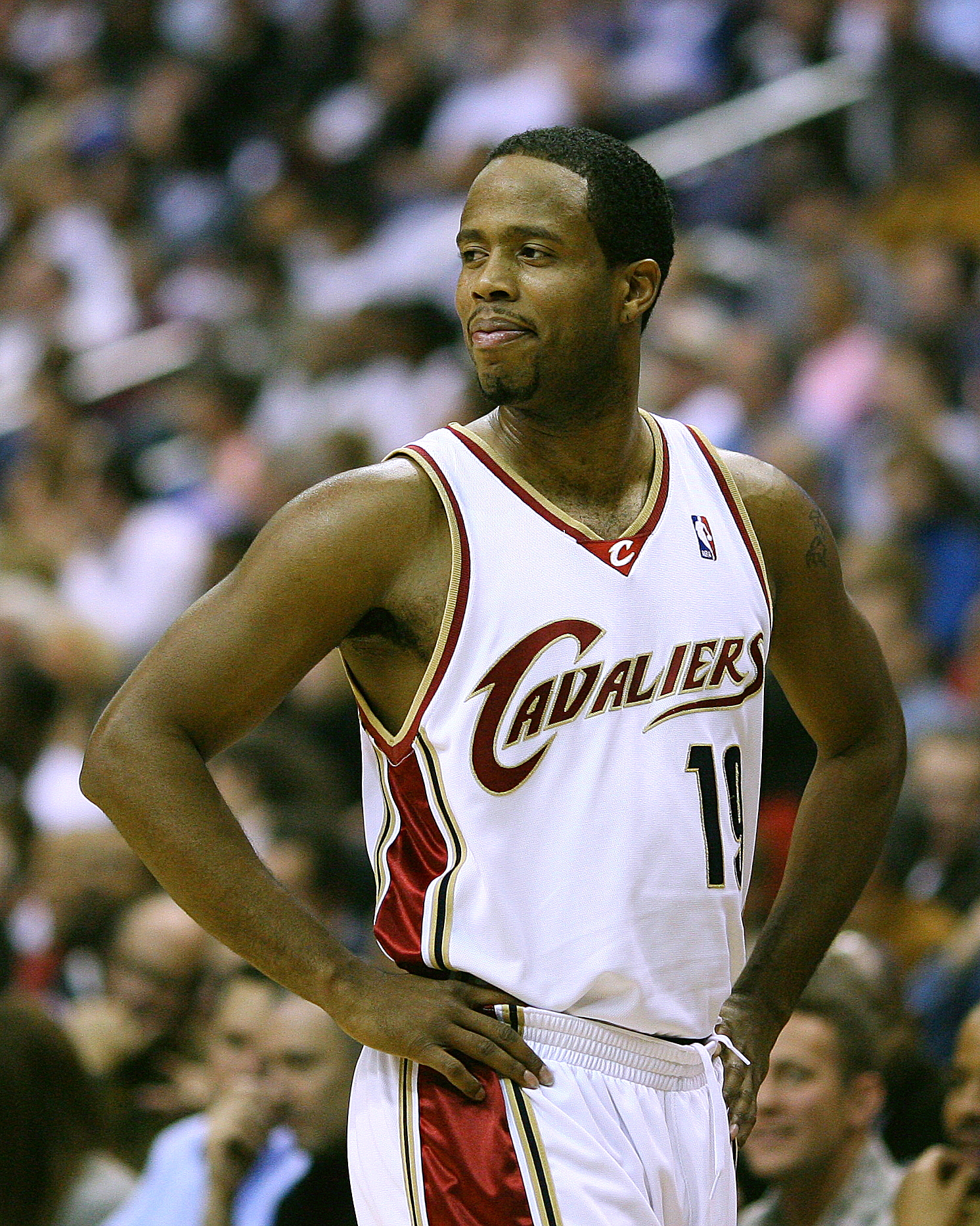
Damon Jones

- Charles Alexander, ex-jogador da NFL
- Kimble Anders, ex - jogador da NFL do Pro Bowl[5]
- Brandon Backe, ex-jogador da MLB[6]
- Reginald Ballard, ator de cinema
- Patrick Bates, ex-jogador da NFL (segurança)
- Vince Courville, jogador de futebol[7]
- Adrian Devine, ex - jogador da MLB
- Mike Evans, jogador da NFL[8]
- Casey Hampton, ex-jogador da NFL do Pro Bowl[9]
- Eric Hill, ex-jogador da NFL[10]
- Carl Hilton, ex-jogador da NFL[11]
- Mike Holmes, ex-jogador da NFL e CFL All-Star[12]
- Emma Hwang, serviu como aquanauta na tripulação de Operações Ambientais Extremas da NASA 5 ( NEEMO 5 ) [13][14]
- Terry Irving, ex-jogador da NFL[15]
- Damon Jones, ex - jogador da NBA
- George McCullough, jogador da NFL
- Whitney Paul, ex-jogador da NFL[16]
- Terran Petteway, Nebraska e jogador profissional de basquete
- Derrick Pope, ex-jogador da NFL[17]
- Nick Williams, jogador profissional de beisebol da MLB.
- Robert Williams, ex-jogador da NFL[18]

## Ike: Um Documentário
Os alunos do Hurricane Story Tellers (Advanced Media Technology Class) da Ball High School estão atualmente a produzir um documentário sobre o furacão Ike, intitulado IKE: UM DOCUMENTÁRIO - A história de uma cidade destruída e reconstruída por heróis do quotidiano. O filme é sobre os residentes e empresas de Galveston após o furacão Ike, e como eles devem se unir para ajudar a reconstruir Galveston. A turma começou a filmar em outubro de 2008 e deverá terminar no início de maio de 2009. O filme contém entrevistas e imagens, da presidente de Galveston, Lyda Ann Thomas .

## Padrões
Todas as escolas primárias e secundárias de Galveston ISD mandam alunos para a Ball High School.

## A ver também
- Galveston, Texas